# 6023 Tsuyashima
6023 Tsuyashima este un asteroid din centura principală de asteroizi.

## Descriere
6023 Tsuyashima este un asteroid din centura principală de asteroizi. A fost descoperit pe 26 octombrie 1992 la Kitami de Kin Endate și Kazuro Watanabe. Asteroidul prezintă o orbită caracterizată de o semiaxă mare de 2,36 ua, o excentricitate de 0,15 și o înclinație de 7,1° în raport cu ecliptica.